# Frederick Eugene Wright
Frederick Eugene Wright (* 16. Oktober 1877 in Marquette, Michigan; † 25. August 1953 in Sagastaweka, Kanada) war ein US-amerikanischer Mineraloge, Geophysiker und Optik-Spezialist.
Wright, dessen Vater Charles Wright Geologe im staatlichen Dienst war (er starb 1888), ging mit seiner Mutter und seinem Bruder 1895 nach Deutschland, ging in Weimar aufs Gymnasium und studierte an der Universität Heidelberg, wo er bei Harry Rosenbusch und Viktor Moritz Goldschmidt studierte und 1900 promoviert wurde (summa cum laude). Nach der Rückkehr unterrichtete er zwei Jahre am Michigan College of Mines in Houghton und ging dann zum US Geological Survey. Danach kartierte er drei Jahre in Alaska, wo er insbesondere Kohlevorkommen erkunden sollte. Dabei wurde er von seinem Bruder als Assistent begleitet. 1906 ging er an das Geophysical Laboratory der Carnegie Institution in Washington D. C., wo er den Rest seiner Karriere bis zu seinem Ruhestand 1944 blieb. In den Sommermonaten 1907/8 setzte er geologische Untersuchungen seines Vaters und eigene frühere Untersuchungen in Michigan fort, worüber er 1908 veröffentlichte.
Am Geophysikalischen Labor befasste er sich zunächst mit der Auswirkung von Temperaturerhöhung auf die Kristallstruktur von Quarz (Quartz as a geologic thermometer, mit Esper S. Larsen) und war ein früher Verfechter des Nutzens der Mikroskopie in der Petrographie in den USA und entwickelte dessen Technik weiter. Beispielsweise führte er die Immersionsmethode am Geophysikalischen Labor ein. Er wandte mikroskopische Techniken auch auf angewandte Probleme an, zum Beispiel bei der Untersuchung von Portlandzement. Für die Firma Tiffany entwickelte er ein Testgerät, das echte Perlen von künstlichen unterschied. 1929 entwickelte er ein transportables Gravimeter für Feldmessungen (an der Entwicklung war er schon seit 1922 beschäftigt). 1928 unternahm er Schweremessungen in Zusammenarbeit mit Felix Andries Vening-Meinesz von einem U-Boot aus in der Karibik.
1928 war er zu Feldstudien mit Molengraaff und Reginald A. Daly sowie Charles Palache in Südafrika, wobei er insbesondere die Stromberg Plateaubasalte untersuchte. Das Studium von Basalt-Trapps setzte er danach am Columbia River in den USA fort.
Er befasste sich mit der militärischen Nutzung von optischem Glas und koordinierte dessen Produktion in den USA im Ersten Weltkrieg, wozu er selbst Entwicklungsarbeit leisten musste. Auch im Zweiten Weltkrieg wurde er als Optikexperte von der US-Regierung hinzugezogen. Für seine Dienste erhielt er 1945 die Army Gold Medal. Später befasste er sich mit der Oberfläche des Mondes, wozu er die Eigenschaften des reflektierten Lichts zum Beispiel mit dem Teleskop des Mount Wilson Observatoriums (von 1928 bis Anfang der 1940er Jahre) untersuchte. Er galt in den USA damals als einer der führenden Experten für den Mond.
Wright war Präsident der Optical Society of America und 1941 Präsident der Mineralogical Society of America und Vizepräsident der Geological Society of America. Er war seit 1950 Ehrenmitglied der Mineralogical Society of Great Britain and Ireland, seit 1914 Mitglied der American Philosophical Society, seit 1923 Fellow der National Academy of Sciences (deren Home Secretary er zwanzig Jahre lang von 1931 bis 1951 war und 1927 bis 1931 deren Vizepräsident), der American Association for the Advancement of Science und seit 1915 der American Academy of Arts and Sciences. 1951 wurde sein Doktordiplom in Heidelberg erneuert. 1952 erhielt er die Roebling Medal.
Er war seit 1909 verheiratet und hatte drei Söhne und eine Tochter.
Der Mondkrater Wright ist nach ihm sowie nach William Hammond Wright und nach Thomas Wright benannt.

## Schriften
- The methods of petrographic-microscopic research: their relative accuracy and range of application, 1911